# Videojuegos de Wheel of Fortune
Wheel of Fortune es un programa de concursos creado por Merv Griffin, que se estrenó en 1975 con una versión sindicada que se emitió en 1983. Desde 1986, la versión sindicada se ha adaptado a varios videojuegos que abarcan numerosas generaciones de hardware. La mayoría de las versiones lanzadas en el siglo XX fueron publicadas por GameTek, que solicitó la protección por el Capítulo 11 de la Ley de Quiebras de los Estados Unidos en 1998.

## Juegos de consola
The Great Game Co. planeó una adaptación de Atari 2600 de Wheel of Fortune en 1983, pero terminó siendo cancelada durante el desarrollo. En 1987 se publicó el primero de los muchos juegos Wheel de GameTek , con Sharedata como desarrollador; esta versión se lanzó simultáneamente en Commodore 64 y Nintendo Entertainment System, y posteriormente generó una segunda versión de Commodore 64 de Wheel de Sharedata, así como una "Family Edition" y una "Edición Junior", ambas exclusivas de NES y desarrolladas por Rare Ni el presentador Pat Sajak ni la presentadora Vanna White aparecen en ninguno de estos juegos; sin embargo, White aparece en un juego de NES posterior de GameTek e IJE Inc., que se lanzó en 1992 y también apareció en Sega Genesis, Super NES, y Game Gear. La revista Mega le dio a las versiones Super NES y Genesis una puntuación del 22%, diciendo que "no hubo desafío". También se lanzó una "Edición Deluxe" para Super NES en 1994. Una secuela, Wheel of Fortune 2, fue planeado para Génesis pero nunca lanzado.
En 1994, Sony Imagesoft lanzó un juego basado en Wheel para Sega CD. Next Generation lo calificó con dos estrellas de cinco y afirmó que "incluso como un juego de mesa, Wheel of Fortune no es suficiente". Dos años más tarde, GameTek hizo planes para crear adaptaciones para Sega Saturn y 3DO, pero ambas fueron canceladas durante el desarrollo.
A mediados de 1997, Take-Two Interactive adquirió los activos de GameTek, incluidos los derechos para desarrollar los juegos Wheel of Fortune para Nintendo 64. El 2 de diciembre de 1997, Take-Two Interactive lanzó su primer juego Wheel para Nintendo 64; esta fue la última colaboración de Take-Two con GameTek. Las versiones Sega CD y N64 de Wheel presentan imágenes de video de movimiento completo de White como anfitrión. En general, las revisiones indicaron que la versión N64 no se mantuvo bien con otros juegos N64, pero hizo un trabajo decente al recrear el programa, particularmente los movimientos de la cámara y el estudio 3D. Sin embargo, se burlaron de las voces poco naturales de los concursantes y las animaciones de Vanna White caminando frente a los rompecabezas (sin tocar los paneles cuando se iluminan). El juego recibió una puntuación de 6,4 sobre 10 de IGN y 5,125 sobre 10 de Electronic Gaming Monthly.
Artech Studios y Hasbro Interactive produjeron una adaptación de videojuego de Wheel para la consola PlayStation de Sony Computer Entertainment el 15 de diciembre de 1998; esta versión nuevamente presenta a White apareciendo como presentador a través de secuencias FMV y un motor 3-D que le permite tener una presentación similar a la del programa real. Esta versión en particular es compatible con una tarjeta de memoria que le permite evitar rompecabezas jugados anteriormente hasta que se haya jugado toda la biblioteca. El 12 de septiembre de 2000, Hasbro lanzó una segunda versión para PlayStation de Wheel., que presenta una entrevista entre bastidores con White y un examen de calificación para los aspirantes a concursantes. Después de esto, Atari, Inc. lanzó una edición de PlayStation 2 en noviembre de 2003. El 19 de marzo de 2009, Sony Online Entertainment lanzó una versión del programa para PlayStation 3 a través de PlayStation Network; Chris Roper de IGN le dio a esa versión un 5.8 sobre 10, diciendo que se sentía "vacío y sin vida" por no presentar ningún presentador o presentadora o ningún trabajo de voz en absoluto, y también criticó la calidad gráfica, diciendo que el juego "no era completamente pulido".
El 2 de noviembre de 2010, THQ lanzó videojuegos basados en Wheel of Fortune para la consola Wii de Nintendo. Este conjunto de juegos es el primero en presentar a Sajak y White, así como el último en presentar al locutor Charlie O'Donnell. En 2012, aparecieron versiones publicadas por THQ desarrolladas por Pipeworks Software para PlayStation 3, Wii U, y Xbox 360 de Microsoft.
El 7 de noviembre de 2017, Ubisoft lanzó videojuegos basados en Wheel of Fortune para PlayStation 4 y Xbox One. El juego viene en descarga digital, así como en una versión minorista de paquete con Jeopardy! . Esta versión de Wheel of Fortune presenta modos Clásico y Rápido, así como opciones multijugador en línea como tablas de clasificación y chat de voz. Incluye más de 4000 acertijos y un sistema de nivelación que permite a los jugadores desbloquear 250 nuevos elementos de personalización que se pueden usar en los concursantes o en el estudio. Esta versión se lanzó más tarde para Nintendo Switch.

## Juegos de mano
En 1988, Mattel creó un juego Wheel of Fortune que permitía jugar junto con el programa de televisión. En ese momento, el programa incluiría datos codificados al comienzo de cada ronda, vistos como parpadeando en la imagen de televisión, que la máquina de Mattel podría "descargar" para recibir el rompecabezas y la información de tiempo para cuando se revelaron las letras en el rompecabezas. El juego permitía a los jugadores girar y adivinar letras en el rompecabezas, comprar vocales y resolver el rompecabezas. Si un concursante en el programa de televisión resolvía el acertijo antes de que una persona que jugara con la máquina de Mattel lo resolviera, la máquina revelaría el acertijo y terminaría la ronda.
En 1990, GameTek creó un juego Wheel of Fortune para Game Boy. Luego, en 1997, Tiger Electronics lanzó dos adaptaciones del programa para su sistema Game.com, que permite a los jugadores usar la pantalla táctil de la consola para seleccionar letras. Además, Majesco Entertainment una vez planeó una adaptación propia de Wheel para Game Boy Color, pero fue cancelada. El 2 de noviembre de 2010, THQ publicó un videojuego Wheel of Fortune para Nintendo DS desarrollado por Griptonite Games, que permite a los jugadores personalizar y nombrar a su personaje jugador.
Además, se han lanzado varios juegos de ruedas para teléfonos móviles. El 2 de mayo de 2005, el estudio Atlas Mobile de InfoSpace creó un juego estilo torneo basado en el programa como parte de su línea de juegos "For Prizes" que permite a los jugadores ganar certificados de regalo gratis; este juego tiene un límite de tiempo de cinco minutos y requiere que los jugadores completen las rondas regulares en cinco turnos o menos cada uno. Las encarnaciones posteriores del programa en teléfonos móviles fueron lanzadas por Sony Pictures Mobile en 2006, 2008, 2010, y 2012.

## Juegos para PC
Wheel of Fortune también ha sido adaptado para computadoras personales. Desde 1987 hasta 1990, GameTek creó cinco juegos de computadora Wheel of Fortune para Apple II, Commodore 64 y MS-DOS. El 15 de noviembre de 1998, Hasbro Interactive lanzó una versión para PC propia, donde Vanna White se une al entonces actual locutor de Wheel, Charlie O'Donnell (pero no Pat Sajak). En 2000 se hizo un port para Macintosh, lanzado por MacSoft. Ese mismo año, Hasbro lanzó una segunda versión para PC de Wheel, que al igual que el equivalente de PlayStation mencionado anteriormente, presenta una entrevista detrás de escena y un examen de calificación. El seguimiento de Atari en 2003 también vio una versión para PC propia que fue publicada por infogrames.
En 2007, Sony Online Entertainment produjo una versión para PC del programa titulada Wheel of Fortune Deluxe , compartiendo las funciones de publicación con Encore, Inc. Encore siguió con una versión "Super Deluxe" del juego en 2008.

## Internet
Sony Pictures Digital y la división interactiva de Game Show Network lanzaron un juego gratuito Wheel of Fortune en Facebook. Combinaba la mayoría de los aspectos del programa de juegos de televisión y permitía a los jugadores convertirse en concursantes que competían por moneda virtual, llamada "Wheel Bucks", al jugar un rompecabezas de "Ronda principal" por su cuenta y un rompecabezas de "Ronda de bonificación" que les permitía colaborar con sus Amigos de Facebook para aumentar sus ganancias. Posteriormente, el juego se trasladó a GSN.'s "Games by GSN Casino" con mejores gráficos, tiempos de carga más rápidos, la capacidad de acumular colecciones y ganar trofeos, y un modo de pantalla completa, pero finalmente el juego fue eliminado. Los "Juegos de GSN Casino" también han presentado un juego de "Tragamonedas Wheel of Fortune" que cumple con las reglas básicas de los juegos de tragamonedas pero incorpora aspectos del espectáculo real de varias maneras, como presentar un juego de bonificación donde los jugadores pueden girar la Rueda. para aumentar sus ganancias. Ninguno de los juegos presenta a Sajak ni White, y ambos juegos solo admiten un jugador.
Desde 1996 , International Game Technology ha lanzado constantemente una serie de juegos de tragamonedas en línea de la marca Wheel of Fortune junto con su gama de juegos físicos que se pueden encontrar en los casinos físicos. Estas tragamonedas en línea incluyen Wheel of Fortune, Wheel of Fortune Triple Spin Extreme, Wheel of Fortune on Tour, Wheel of Fortune on the Road, Wheel of Fortune On Air, Wheel of Fortune Ruby Riches, Wheel of Fortune Winning Words Game, Wheel of Fortune Hawaiian Getaway y Wheel of Fortune Exotic Far East.
En los 25 años que International Game Technology ha estado lanzando juegos de tragamonedas de la marca Wheel of Fortune, la serie ha pagado un total de $ 3.3 mil millones en ganancias de premios mayores, creando 1,100 millonarios con un nuevo millonario cada ocho días.

## Otros juegos
Una máquina de pinball Wheel of Fortune fue lanzada en el otoño de 2007 y fue desarrollada por Stern Pinball. Fue diseñado por Kevin O'Connor y Margaret Hudson y cuenta con las voces de Sajak y O'Donnell. Aunque White aparece con Sajak en la marquesina, su voz nunca se escucha en el juego.